# 1991 (Moonjam-album)
1991 er det fjerde studiealbum fra det dansk pop-rockorkester Moonjam. Det blev udgivet i 1991 og indeholder bl.a. nummeret "Midsommernat".

## Spor
1. "Midsommernat" - 3:55
2. "Belisa" - 3:26
3. "Den Blå Planet" - 3:49
4. "Med Ryggen Mod Muren" - 4:02
5. "Ensom Uden Dig" - 3:21
6. "Baby, Du Har Det" - 4:00
7. "Dr. Jekyll Og Mr. Hyde" - 3:55
8. "Gadens Børn" - 4:13
9. "Gøglerne Kommer" - 1:52
10. "Sarai-Live" - 3:45